# Many (Moselle)
Many é uma comuna francesa na região administrativa de Grande Leste, no departamento de Mosela. Estende-se por uma área de 8,22 km². Em 2010 a comuna tinha 253 habitantes (densidade: 30,8 hab./km²).